# Samachvalavitjy
Samachvalavitjy (belarusiska: Самахвалавічы) är en agropolis i Belarus. Den ligger i voblasten Minsks voblast, i den centrala delen av landet, 18 km söder om huvudstaden Minsk. Samachvalavitjy ligger 207 meter över havet och antalet invånare är 2 500.

## Natur
Terrängen runt Samachvalavitjy är platt. Trakten är tätbefolkad. Närmaste större samhälle är Mіnsk, 18,3 km norr om Samachvalavitjy.